# Amber Bondin
Amber Bondin, vagy művésznevén Amber (1991. május 26. –) máltai énekesnő. Ő képviselte Máltát a 2015-ös Eurovíziós Dalfesztiválon, az osztrák fővárosban, Bécsben. Versenydalát, a Warrior című szerzeményt a 2014. november 22-én megrendezett Malta Eurovision Song Contest nemzeti döntőn választották ki.

## Életpályája
Jelenleg Máltán, Kalkarán él és a University of Maltán tanul.
2011 és 2015 között minden évben részt vett a helyi eurovíziós válogató műsorban. A 2012-es Eurovíziós Dalfesztiválon Kurt Calleja háttérénekese volt Bakuban.

### 2015-ös Eurovíziós Dalfesztivál
2014. november 22-én a Malta Eurovision Song Contesten mind a hat zsűritagnál és a telefonos szavazáson is a maximális 12 pontot kapta a Warrior című dala, így ő fogja képviseli Máltát a 2015-ös Eurovíziós Dalfesztiválon, Bécsben.
2015. május 21-én, a dalfesztivál második elődöntőjében ötödik előadóként lépett fel. A szakmai zsűrik és a telefonos szavazók döntése alapján nem jutott be a 2015. május 23-ai nagy döntőbe.

## Dalai aMalta Eurovision Song Contesten
- 2011 – Catch 22 (szerzők: Ray Agius, Godwin Sant) – 13. hely
- 2012 – Answer With Your Eyes (szerzők: Ray Aguis, Alfred C. Sant) – 3. hely
- 2013 – In Control (szerzők: Paul Giordimaina, Fleur Balzan) – 4. hely
- 2014 – Because I Have You (szerzők: Paul Giordimaina, Fleur Balzan) – 4. hely
- 2015 – Warrior (szerzők: Elton Zarb, Muxu) – 1. hely